# Axé Bahia
Axé Bahia é um grupo musical brasileiro criado em 2000 por iniciativa de Flaviana Seeling, que atualmente atua como líder do grupo. O grupo alcançou a fama com o hit "Beijo na Boca", que contou com uma versão em espanhol chamada "Beso en la boca", tendo muito êxito em toda a América Latina. Atualmente são radicados no Chile.
Em 22 de abril de 2016, Barbosa morreu depois de cair do 15º andar de um edifício em Santiago de Chile.

## Discografia na América do Sul e Central
- 2002 - Tudo bem

1. "Namorar Pelado (Beijo Na Boca)" - 3:29
2. "Gingado de Mola (Mostra)" - 2:46
3. "Dança Da Manivela" - 4:00
4. "Nego Maluco" - 2:59
5. "Tapinha" - 2:35
6. "Thu Thuca" - 2:28
7. "Tudo Bem" - 3:41
8. "Alí Babá" - 3:56
9. "Axé Bahia" - 3:52
10. "Bateu Levou (Country)" - 2:43
11. "Dança Do Cangurú" - 3:17

- 2002 - Tudo bem 2, o ritmo continua

1. "Danca Do Esquisito"
2. "Pitbul"
3. "Maomeno"
4. "Amo Voce"
5. "Tekila"
6. "Flaviana"
7. "Danca Do Vampiro"
8. "Molinho Molinho"
9. "Raimunda"
10. "Que Calor, Que Calor"
11. "Essa E Nova Moda"
12. "A Moda Do Oriente"
13. "Pra Ficar Dez"
14. "Sempre Quer Me Bater"

- 2003 - Vuelve la onda del verano

1. "Namorar Pelado (Remix)"
2. "Danca Da Manivela (Remix)"
3. "Vuelve La Onda "
4. "Tesouro Do Pirata (Remix)"
5. "La Batidora"
6. "Tudo Bem (Remix)"
7. "Ali Baba (Remix)"
8. "Maomeno (Remix)"
9. "Que Calor Que Calor (Remix)"
10. "Tchu Tchuca (Remix)"
11. "Danca Do Toureiro"
12. "Banho de Yemanja"
13. "Nego Maluco (Remix)"
14. "Beso en La Boca (Versión Español)"

- 2005 - Positivo

1. "Aerosamba" - 0:44
2. "Es O No Es (Da ou Desce)" - 3:40
3. "No Estoy Ni Ahí (To Nem Ai)" - 3:28
4. "Pusha Pusha" - 3:39
5. "La Cucarachiña (Dona Baratinha)" - 3:51
6. "Mama Yo Quiero (Mamae Eu Quero)" - 3:09
7. "Pelotón (Pelotao Da Xuxa)" - 4:08
8. "Sacudiendo a Yaca" - 3:36
9. "Filete" - 3:21
10. "Mueve La Pompa" - 4:00
11. "Clima de Rodeo (Clima de Rodeio)" - 3:58
12. "El Baile de Las Manitas (Danca Da Maozinha)" - 3:33
13. "No Estoy Ni Ahí (To Nem Ai)" - 4:38

Fonte: